# غلام‌حیدر ابراهیم بای سلامی
غلام‌حیدر ابراهیم بای سلامی (زادهٔ ۱۳۴۴ در خواف) نمایندهٔ حوزهٔ انتخابیهٔ خواف و رشتخوار در دورهٔ ششم مجلس شورای اسلامی ، دانش‌آموخته دکتری جامعه‌شناسی بوده‌است. وی پیش‌تر در دورهٔ پنجم نیز عضو این مجلس بود.